# Katja Liebing
Katja Liebing (* 1968 in Duisburg) ist eine deutsche Schauspielerin und Hörspiel-Sprecherin, Sängerin, Tänzerin und Synchronsprecherin.

## Leben
Katja Liebing wurde in Duisburg geboren und lebt in Köln. Von 1988 bis 1990 absolvierte sie eine Ausbildung zur professionellen Bühnentänzerin mit Nebenfach Schauspiel am Zentrum für Ballett, Tanz und Kreativität Groenendyk in Neuss.
Neben ihrem Mitwirken in einigen Fernsehproduktionen wie SOKO Köln, Ein Fall für die Anrheiner und Tatort sowie Synchronsprecherrollen, zählte sie neben Anke Engelke zum Ensemble der Fernsehserie Ladykracher.

## Filmografie
- 1995–1997: Immer wieder sonntags
- 2001–2003: Ladykracher
- 2005: Pastewka – Der Test
- 2006: SOKO Köln – Die Spur des Jägers
- 2007: Kommissar Stolberg – Gekauftes Glück
- 2009: Der Lehrer (9 Episoden)
- 2010: Verhältnisse
- 2010: Ein Fall für Fingerhut – Mord im Mühlengrund
- 2010: Kommissar Stolberg – Ehebruch
- 2011: Ein Fall für die Anrheiner – Mutterliebe[2]
- 2011: Lisas Fluch
- 2011: Ein Tick anders
- 2011, 2020: SOKO Köln – Auf immer und ewig, Ein eigenes Leben
- 2012: Countdown – Die Jagd beginnt – Rache
- 2012: 2 für alle Fälle – Manche mögen Mord
- 2012: Mittlere Reife
- 2012–2015: Die Lottokönige (15 Episoden)
- 2013: Der letzte Bulle – Der Sinn des Lebens
- 2013: Das letzte Wort
- 2014: Tatort – Der Eskimo
- 2014: Hüter meines Bruders
- 2014: Heldt – Die zersägte Jungfrau
- 2014: Brezeln für den Pott
- 2015: Meuchelbeck – Hier und weg
- 2016: Das beste Stück vom Braten
- 2017: Hubert und Staller – Rosenkrieg
- 2017: Helen Dorn – Verlorene Mädchen
- 2019: Väter allein zu Haus: Gerd
- 2025: Bettys Diagnose – Verfahren
- 2025: WaPo Duisburg – Abschied einer Junggesellin

## Theaterrollen (Auswahl)
- 1992–1993: Zweite Geige (Komödie Düsseldorf, Regie: Horst Heinze)
- 1992–1993: Love Jogging (Komödie Düsseldorf, Regie: Inga Abel)
- 1992–1993: Das glückliche Paar (Komödie Düsseldorf, Regie: Alex Freihart)
- 1994–1995: Gerüchte (Theater an der Kö Düsseldorf, Regie: René Heinersdorff)
- 1994–1995: Cabaret (Theater an der Kö Düsseldorf, Regie: René Heinersdorff)
- 1997/1999: Honigmond (Comödie Bochum, Regie: Rolf Berg)

## Synchronrollen (Auswahl)
- 1995: Als Megan „Sparky“ Roachburn im Computerspiel Jagged Alliance
- 1995: Bobo und die Hasenbande
- 1986–1989 (Synchronfassung: 1999): Dragon Ball
- 2003–2017: Cosmo & Wanda – Wenn Elfen helfen
- 2005: Black Cat
- 2006: Das hässliche Entlein & ich
- 2006: Dein Ex – Mein Alptraum
- 2009: Mullewapp – Das große Kinoabenteuer der Freunde
- 2009: Lauras Stern und der geheimnisvolle Drache Nian
- 2009–2010: Fullmetal Alchemist
- 2009–2010: Bleach (Manga)
- 2010: Das Urteil
- 2011: Zurück ins Glück
- 2017–2019: Hunter x Hunter
- 2020: Bleach: Hell Verse (Animefilm)
- 2024: Blue Exorcist: Beyond the Snow Saga

## Hörspiele (Auswahl)
- 2009: Georg K. Berres: Wedelfried will Wachhund werden (Retrieverin) – Regie: Rolf Meyer (WDR)
- 2009: Thomas Koch: Panikraum (Birgit Schnellart) – Regie: Thomas Koch (WDR)
- 2010: Richard Stark: Parker – Das Geld war schmutzig (Sandra) – Regie: Martin Zylka (WDR)
- 2011: Klaus-Peter Wolf: Der Flüsterer (Meyer) – Regie: Thomas Leutzbach (WDR)
- 2011: Till Müller-Klug: Sprachlabor Babylon (Servicestimme) – Regie: Thomas Wolfertz (WDR)
- 2012: Ilanit Magarshak-Riegg, Frank Römmele: Haar in der Suppe (Murmel) – Regie: Ilanit Magarshak-Riegg, Frank Römmele (WDR)
- 2024: Erik Albrodt: Murder Tales; Folge 2: Tod im All (Pia) – Regie: Christoph Piasecki (Contendo Media)
- 2024: Markus Duschek: Murder Tales; Folge 3: Herr und Mörder (Kommissarin Bienert) – Regie: Christoph Piasecki (Contendo Media)

## Hörbücher (Auswahl)
- 2023/2024: Katharina Peters: Emma Klar ermittelt: Band 1-6, SAGA Egmont, Audible & BookBeat

## Auszeichnungen
- 1995: Nominierung Telestar Nachwuchspreis als Sonntagssister
- 2002: Deutscher Comedypreis für Ladykracher-Ensemble
- 2002: Deutscher Fernsehpreis für Ladykracher-Ensemble
- 2002: Nominierung Emmy Award für Ladykracher
- 2003: Deutscher Comedypreis für Ladykracher-Ensemble
- 2009: Deutscher Fernsehpreis für Der Lehrer
- 2009: Nominierung Deutscher Comedypreis für Der Lehrer
- 2012: Nominierung Montreux Comedy Award für Die Lottokönige
- 2013: Nominierung Deutscher Comedypreis für Die Lottokönige